# Novomîkolaiivka, Vîsokopillea
Novomîkolaiivka (în ucraineană Новомиколаївка) este localitatea de reședință a comunei Novomîkolaiivka din raionul Vîsokopillea, regiunea Herson, Ucraina.

## Demografie
Componența lingvistică a localității Novomîkolaiivka
     Ucraineană (94,44%)
     Rusă (4,55%)
     Alte limbi (0,38%)
Conform recensământului din 2001, majoritatea populației localității Novomîkolaiivka era vorbitoare de ucraineană (94,44%), existând în minoritate și vorbitori de rusă (4,55%).